# Aline Furtmüller
Aline Furtmüller (* 20. Oktober 1883 in Wien, Österreich-Ungarn; † Dezember 1941 in New York City) war eine österreichische Politikerin der Sozialdemokratischen Arbeiterpartei SDAP.

## Leben
Aline Furtmüller kam als Tochter des um 1880 aus Russland geflüchteten Revolutionärs Samuel Klatschko (auch: Klačko, Klacko, Klatchko) († 1914) sowie dessen am 20. Oktober 1883 in Wien angetrauter Ehefrau Anna geborener Lwoff zur Welt. Sie studierte Französisch. Nach ihrer Promotion im Jahr 1908 ergriff sie den Lehrerberuf, den sie aber erst nach dem Zusammenbruch der Donaumonarchie ausüben konnte.
Von 1904 bis 1909 war sie im mittelböhmischen Kladno mit dem Aufbau der Ortsgruppe des „Verein Freie Schule“ beschäftigt. In einem nicht genannten Zeitabschnitt war sie als Lehrerin an der Schwarzwald-Schule in Wien tätig.
Zwischen 1919 und 1934 war Aline Furtmüller – sie hatte 1904 den Gymnasiallehrer Carl Furtmüller (1880–1951) geheiratet – Mitglied des Wiener Landtag und Gemeinderates. Sie engagierte sich in der Bildungsbewegung und war Vorsitzende der sozialdemokratischen Frauenorganisation von Wien-Landstraße. Bei den politischen Diskussionen, zu denen das Ehepaar regelmäßig lud, waren Otto Bauer, Alfred Adler, Max Adler sowie Leopoldine und Otto Glöckel Stammgäste.
Nach den Ereignissen des Frühjahrs 1934 wurde das Ehepaar Furtmüller zunächst inhaftiert und anschließend fristlos entlassen.
Entweder 1938 oder 1939 emigrierten die beiden nach Paris. Für 1939 als Zeitpunkt der Emigration würde die Information passen, dass Aline Furtmüller die Kinder der inhaftierten Käthe Leichter in Pflege genommen und dafür von der Sozialistischen Arbeiterhilfe SAH finanziell unterstützt wurde. In Paris waren sie Mitglieder des „Kreises österreichischer Sozialisten“ in der Auslandsvertretung der österreichischen Sozialisten.
Im Sommer 1940 flüchteten sie zunächst weiter nach Südfrankreich und wurden später wegen des illegalen Grenzübertritts nach Spanien verhaftet und für mehrere Monate dort inhaftiert. Nach ihrer Enthaftung konnten sie ihre Reise nach New York fortsetzen, wo Aline Furtmüller allerdings nach der Ankunft Ende Dezember 1941 an Leukämie starb.

## Gedenken
1949 wurde ein vor dem Zweiten Weltkrieg errichteter Gemeindebau in der Ziegelofengasse 12–14 in Wien-Margareten auf „Aline-Furtmüller-Hof“ umbenannt. Nach dem Tod ihres Ehemannes Carl wurde der Name der Wohnhausanlage auf „Furtmüllerhof“ geändert.

## Schriften
- Der Kampf der Geschwister. In: Alfred Adler, Carl Furtmüller (Hrsg.): Heilen und Bilden. Ärztlich-pädagogische Arbeiten des Vereins für Individualpsychologie. Reinhardt, München 1914, S. 262–266. (Volltext online).
- Die Verhandlungen der Frauenreichskonferenz. In: Arbeiterinnen-Zeitung, Nr. 24/1920, 21. Dezember 1920, S. 4 ff. (online bei ANNO).
- Pour jouer en classe! Zwei anspruchslose Reimspiele für das zweite Jahr des Französischunterrichts. Deutscher Verlag für Jugend und Volk, Wien 1920.
- Notre livre de francais. Lehrbuch für deutsche und allgemeine Mittelschulen sowie verwandte Schulgattungen. Drei Bände. Verlag für Jugend und Volk, Wien 1924/1925/1930.
- Notre livre de francais. Lehrbuch für Mittelschulen und Hauptschulen. Drei Bände. Verlag für Jugend und Volk, Wien 1928–1930.
- Die Frau als geistige Arbeiterin. (…) Die Mittelschullehrerin. In: Arbeiter-Zeitung, Nr. 61/1931, 2. März 1931, S. 3, unten links. (online bei ANNO).
- Frauenarbeit und Frauenbewußtsein. In: Käthe Leichter (Red.): Handbuch der Frauenarbeit in Österreich. Kammer für Arbeiter und Angestellte (Hrsg.), Wien 1930, S. 465–470. (Online bei ALO).